# Ceará-Mirim
Ceará-Mirim es un municipio brasileño del estado de Rio Grande do Norte, localizado en la Grande Natal, en la microrregión de Macaíba, en la mesorregión del Este Potiguar y en el Polo Costa de las Dunas. De acuerdo con el censo realizado por el Instituto Brasileño de Geografía y Estadística (IBGE) en el año 2006, su población es de 108.012 habitantes. Su área territorial es de 740 km², estando localizado a 23;km de la capital del estado, Natal. Inicialmente fue poblada por indios potiguares en los márgenes de un pequeño río, posteriormente conocido como río Ceará-Mirim. Los potiguares hicieron sus primeros contactos con el mundo occidental a través del comercio de palo brasil con los franceses y españoles. Posteriormente, con la consolidación de la colonización de Brasil, fue ocupada por los portugueses.